# Penlee Point

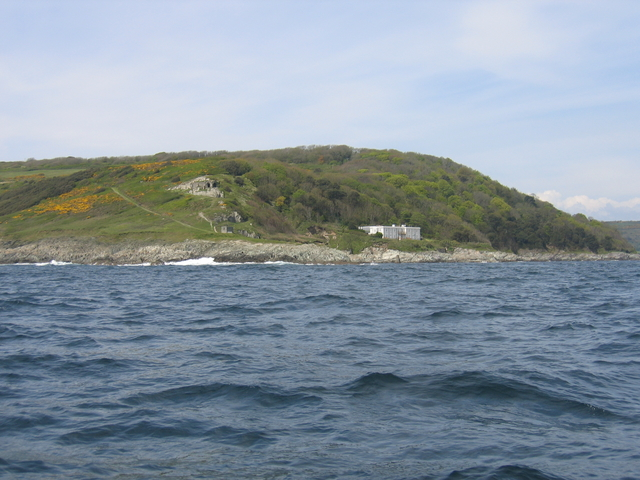
Penlee Point vom Meer aus

Penlee Point ist eine Landspitze auf der Halbinsel Rame in der Grafschaft Cornwall in Großbritannien. 
Die 52 m hohe Landspitze liegt 2,5 km nordöstlich von Rame Head und 1,5 km südöstlich von Cawsand an der Einfahrt in den Plymouth Sound. In den Klippen liegt die Queen Adelaide's Grotto, eine ursprünglich im 18. Jahrhundert als Ausguck angelegte Höhle. Nach einem Besuch von Adelaide, der Frau von Wilhelm IV., ließ sie der 2. Earl of Mount Edgcumbe 1827/28 als Folly in Form einer gotischen Kapelle erweitern.

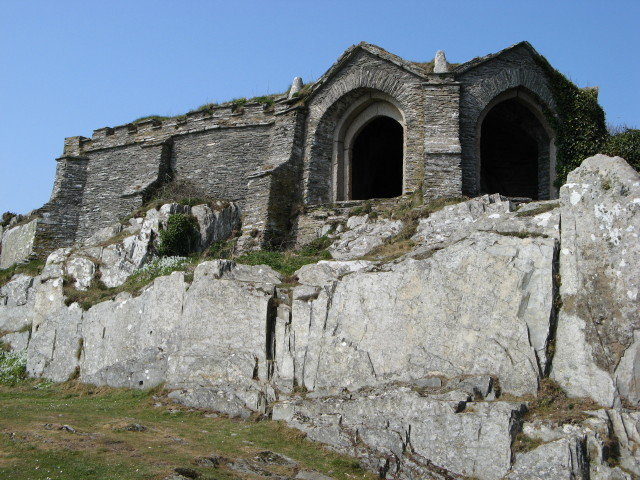
Queen Adelaide’s Grotto

Oberhalb der Grotte liegt die ehemalige Geschützstellung Penlee Point Battery, eine von 1889 bis 1894 angelegte ehemalige Küstenbefestigung. Die Reste der Geschützstellung wurden in den 1970er Jahren fast vollständig beseitigt, heute ist das Gelände als Penlee Battery Nature Reserve ein Naturschutzgebiet des Cornwall Wildlife Trust. 
Der South West Coast Path führt mit über die Landspitze. Seit 1959 ist Penlee Point mit als Area of Outstanding Natural Beauty ausgewiesen und gehört heute mit zum Mount Edgcumbe Country Park.
Zwischen Penlee Point und Rame Head sank in einem Sturm am 3. September 1691 das englische Kriegsschiff Coronation. Das Wrack liegt noch heute in etwa 19 Metern Tiefe.